# Eugongylus unilineatus
Eugongylus unilineatus — вид сцинкоподібних ящірок родини сцинкових (Scincidae). Ендемік Нової Гвінеї.

## Поширення і екологія
Eugongylus unilineatus поширені на півночі Нової Гвінеї. Вони живуть у вологих рівнинних і гірських тропічних лісах.